# Placówka Straży Celnej „Długie Stare”

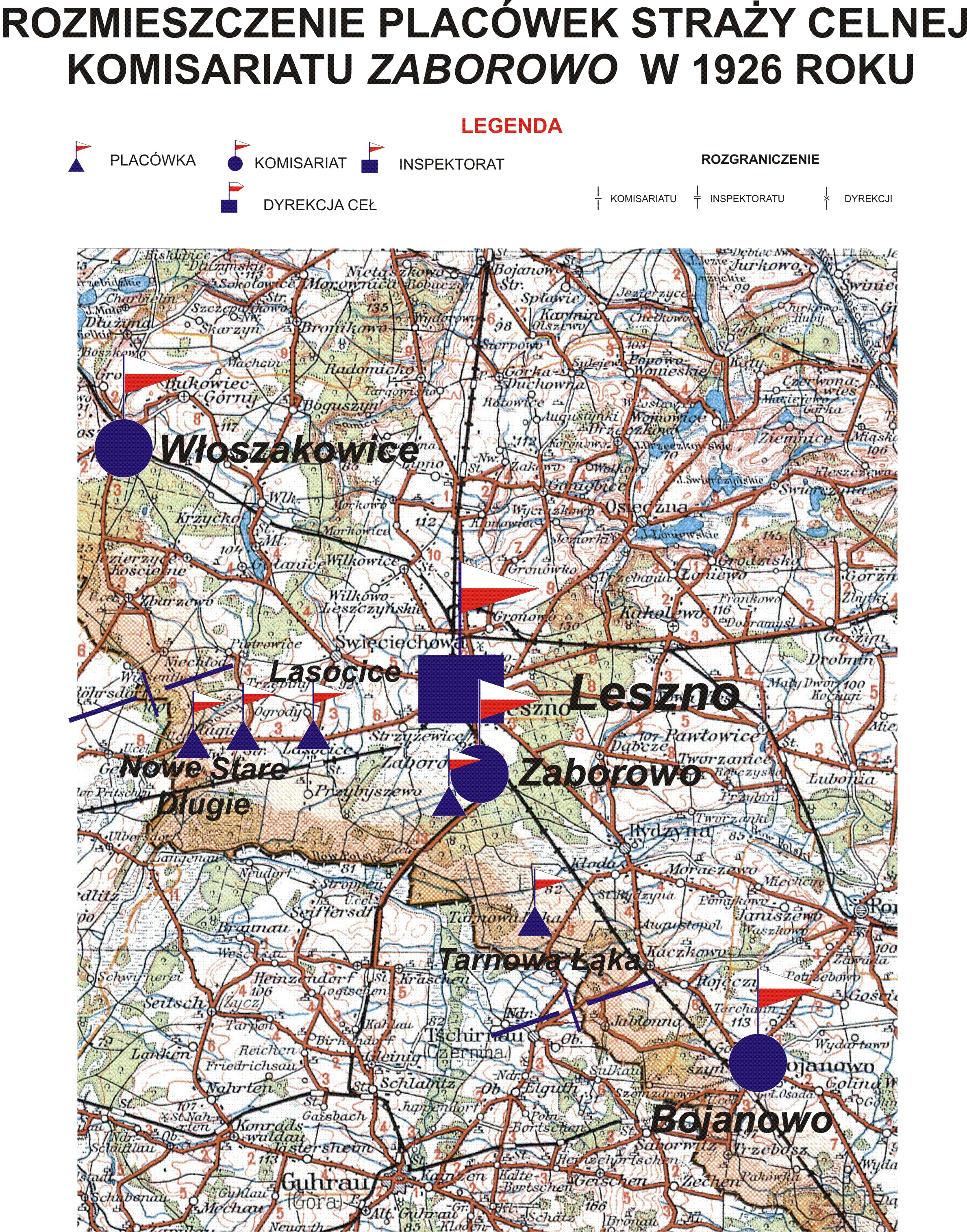
Rozmieszczenie placówek Straży Celnej Komisariatu Zaborowo w 1926

Placówka Straży Celnej „Długie Stare” – jednostka organizacyjna Straży Celnej pełniąca w okresie międzywojennym służbę ochronną na granicy polsko-niemieckiej.

## Formowanie i zmiany organizacyjne
Na wniosek Ministerstwa Skarbu, uchwałą z 10 marca 1920 roku, powołano do życia Straż Celną. Od połowy 1921 roku jednostki Straży Celnej rozpoczęły przejmowanie odcinków granicy od pododdziałów Batalionów Celnych. Proces tworzenia Straży Celnej trwał do końca 1922 roku. Placówka Straży Celnej „Długie Stare” weszła w podporządkowanie komisariatu Straży Celnej „Zaborowo” z Inspektoratu SC „Leszno”.
W drugiej połowie 1927 roku przystąpiono do gruntownej reorganizacji Straży Celnej. W praktyce skutkowało to rozwiązaniem tej formacji granicznej. Ochronę północnej, zachodniej i południowej granicy państwa przejęła powołana z dniem 2 kwietnia 1928 roku Straż Graniczna.

## Funkcjonariusze placówki
Kierownicy placówki
| stopień    | imię i nazwisko, numer | okres pełnienia służby | kolejne stanowisko |
| ---------- | ---------------------- | ---------------------- | ------------------ |
| przodownik | Antoni Kamiński (1864) | był w 1926             |                    |

Obsada personalna placówki w 1926:
- przodownik Antoni Kamiński (1864)
- starszy strażnik Andrzej Jurge (1078)
- strażnik Jan Stachowiak (229)
- strażnik Stefan Kuczyński (314)
- strażnik Feliks Tomaszewski (909)
- strażnik Ignacy Haława (2295)